# Palaos en los Juegos Olímpicos de Pekín 2008
Palaos estuvo representado en los Juegos Olímpicos de Pekín 2008 por cinco deportistas, tres hombres y dos mujeres, que compitieron en tres deportes.
El portador de la bandera en la ceremonia de apertura fue el luchador Elgin Loren Elwais. El equipo olímpico palauano no obtuvo ninguna medalla en estos Juegos.